# Ginmardo Kromosoeto
Ginmardo Budiono Kromosoeto is een Surinaams politicus en bankier. Hij zat in 2010 in De Nationale Assemblée en was tussen 2010 en 2013 minister van twee verschillende ministeries in het kabinet-Bouterse I. Hij was sinds 2015 directeur van de Surinaamse Postspaarbank (SPSB). Deze bank raakte in 2019 in opspraak waarna het OM een strafzaak tegen hem begon.

## Biografie

### Opleiding en docent
Ginmardo Kromosoeto studeerde vanaf 1986 natuurkunde aan het Instituut voor de Opleiding van Leraren (IOL) en slaagde daar in 1991 voor zijn MO-A. In 1986 maakte hij eveneens een start aan de AdeKus en slaagde er in 1992 als bachelor in elektrotechniek. Zeventien jaar lang was hij directeur van Multi Electrical System NV. Naast zijn loopbaan studeerde hij van 2007 tot 2011 rechten en slaagde in dit vakgebied eveneens met een bachelorgraad. Van 2002 tot 2010 was hij docent aan de AdeKUS en ernaast van 2004 tot 2010 aan zowel het IOL als het PTC.

### Politiek
Hij zat tot 2010 als penningmeester in het hoofdbestuur van de Nationale Democratische Partij (NDP). Ook was hij directeur van het Kabinet van de Voorzitter Desi Bouterse van de NDP. De Ware Tijd introduceerde hem toen als iemand die met geld zou moeten kunnen omgaan en voegde daaraan toe: "We kunnen het niet controleren, want ook van de NDP hebben we de afgelopen jaren geen financiële afrekeningen gezien." Op 19 januari 2010 maakte hij zijn entree in De Nationale Assemblée (DNA), in de plaats van Desi Bouterse die door parlementsvoorzitter Paul Somohardjo was ontslagen vanwege een absentie van meer dan vijf maanden.
Op 12 augustus 2010 trad Kromosoeto aan in het nieuwe kabinet-Bouterse I als minister van Arbeid, Technologische Ontwikkeling en Milieu. De belangrijkste taak die voor hem te wachten stond, was de invoering van een minimum uurloon. Deze kwam er echter pas per 1 januari 2015 onder zijn opvolger, Michael Miskin, omdat beide tussentijds gereshuffled werden. Hij nam op 2 mei 2012 afscheid van het ministerie en vervolgde de dag erop als minister van Ruimtelijke Ordening, Grond- en Bosbeheer. Tegelijk met minister Ramon Abrahams van Openbare Werken werd hij op 10  juni 2013 ontslagen uit dit ministerschap, omdat er onvrede was over zijn grondbeleid.

### Surinaamse Postspaarbank
Na een inactieve periode van anderhalf jaar werd Kromosoeto medio januari 2015 benoemd tot directeur van de Surinaamse Postspaarbank (SPSB).
Rond april 2019 werden stukken afgeleverd bij procureur-generaal Roy Baidjnath Panday, waaruit zou blijken dat Kromosoeto een negatief persoonlijk saldo zou hebben gehad van 14 miljoen SRD die weer weggestreept was. Er zouden twee bedrijven van hem betrokken zijn en een postbus op het belastingparadijs Sint Vincent. Nadat dit in de publiciteit kwam, stelde Kromosoeto begin mei drie werknemers op non-actief. Enkele dagen later lekten ook documenten uit via Facebook en WhatsApp en naar de media zoals afschriften van bankrekeningen, loggegevens en handtekeningkaarten.
Het schandaal rondom Surinaamse banken breidde zich uit en kende op 17 december 2021 een eerste veroordeling tot gevangenisstraf, van Gillmore Hoefdraad, de oud-minister van Financiën en oud-governor van de Centrale Bank van Suriname. In 2021 spelen nog meer rechtszaken tegen kopstukken uit het Surinaamse bankwezen. In januari 2022 werd Kromosoeto veroordeeld tot vijf jaar gevangenis en 150.000 SRD boete. Hij ging in hoger beroep.